# Calvin Coolidge
John Calvin Coolidge jr. (Plymouth, Vermont, 4 juli 1872 – Northampton, Massachusetts, 5 januari 1933) was de 30e president van de Verenigde Staten, een positie die hem als toenmalige 29e vicepresident toekwam door het overlijden van president Warren G. Harding in 1923. Coolidge was president van 1923 tot 1929. Hij overleed op 60-jarige leeftijd aan een hartinfarct.

## Biografie
Coolidge werd geboren in Plymouth, in Windsor County in de staat Vermont, als zoon van John Coolidge en Victoria Moore. Na zijn afstuderen liet hij de naam John vallen. Hij studeerde aan het Amherst College in Massachusetts en studeerde af in 1895. Hij vestigde zich als advocaat in Northampton in dezelfde staat en werd in 1899 lid van de gemeenteraad. Voorts was hij stadsadvocaat van 1900 tot 1902, rechtbankgriffier in 1904 en lid van het Huis van Afgevaardigden van de staat Massachusetts (niet te verwarren met het nationale Huis van Afgevaardigden) van 1907 tot 1908.
Hij werd gekozen tot burgemeester van Northampton voor de periode 1910-1911 en was tussen 1912 en 1915 lid van de senaat van Massachusetts, de laatste twee jaar als voorzitter van dat lichaam. In de periode 1916-1918 was hij luitenant-gouverneur van de staat en in 1919-1920 gouverneur. Hij verwierf nationale bekendheid toen de politie van Boston in staking ging met zijn uitspraak "Er is geen recht om tegen de publieke veiligheid te staken voor wie dan ook, waar dan ook, wanneer dan ook".

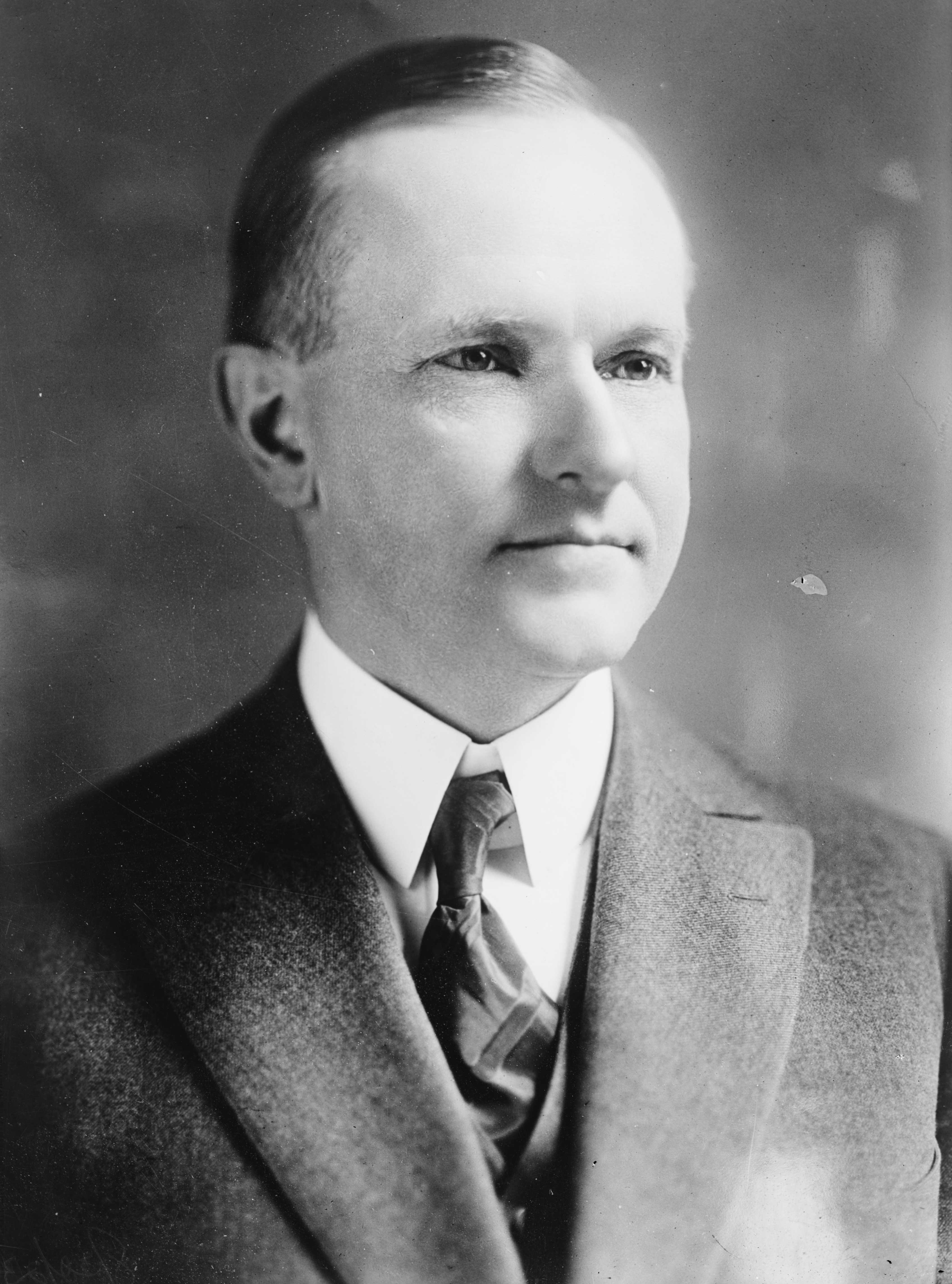
Coolidge in zijn jonge jaren

In 1920 dong Coolidge mee naar de nominatie voor het presidentschap van de Republikeinse Partij, maar hij verloor van senator Warren G. Harding van Ohio. De populaire kandidaat voor het vicepresidentschap was senator Irvine Lenroot van Wisconsin, maar de partij koos voor Coolidge. Het team Harding-Coolidge won het van de gouverneur van Ohio James M. Cox en zijn running mate en staatssecretaris van de marine Franklin Delano Roosevelt.
Coolidge legde op 4 maart 1921 de eed als vicepresident af en diende tot 3 augustus 1923. Op die dag werd hij beëdigd tot president van de Verenigde Staten, na het overlijden van Warren Harding. Coolidge zat thuis – met familie op bezoek – waar nog geen stroom of telefoon was toen hem het bericht van de dood van Harding bereikte. Zijn vader, een notaris, nam hem in hun huiskamer de eed af bij het licht van een kerosinelamp; later werd hem in Washington nog eens de eed afgenomen door een ambtenaar van de federale overheid.
Coolidge was – ongebruikelijk voor een prominent politicus – een man van weinig woorden; dit leverde hem de bijnaam "Silent Cal" ("Stille Cal") op. Het verhaal doet de ronde dat bij een officieel diner op het Witte Huis een gast een weddenschap aanging met haar vriendinnen dat zij de president gedurende het diner ten minste drie woorden kon laten zeggen. Toen Coolidge deze weddenschap van haar vernam, antwoordde hij simpelweg "You lose".
Op 2 juni 1924 ondertekende hij de Indian Citizenship Act, die inheemse Amerikanen staatsburgerschap verleende. Maar de "Bonus Act", die de slecht betaalde veteranen uit de Eerste Wereldoorlog op termijn van een klein pensioentje moest voorzien, werd door zijn veto getroffen. "Vaderlandsliefde waarvoor betaald moet worden, is geen vaderlandsliefde", was zijn commentaar.
Coolidge won de presidentsverkiezingen van 1924 voor de termijn tot 4 maart 1929. Zijn verkiezingsslogan was: Keep Cool with Coolidge. Hij maakte gebruik van het destijds nieuwe medium de radio en schreef verschillende keren radio-geschiedenis: zijn inaugurele rede was de eerste die per radio uitgezonden werd, op 12 februari 1924 was hij de eerste president die een politieke speech op de radio hield en op 22 februari de eerste die een dergelijke speech liet uitzenden vanuit het Witte Huis.
Coolidge was de laatste president die niet probeerde in te grijpen in de vrije marktwerking en die de economische cyclus op zijn beloop liet. Daar was tijdens zijn presidentschap ook betrekkelijk weinig reden toe, want toen maakte de Verenigde Staten een enorme economische groei door: de zogeheten "Roaring Twenties". Coolidge wordt hierdoor weleens aangeduid als 'the president when America was at play'. Coolidge kon niet alleen de belasting verlagen, hij betaalde ook $1 miljard aan staatsschuld af.
Voor de buitenlandse politiek toonde hij weinig belangstelling.
Wel kreeg hij op 15 april 1924 bezoek van rabbijn Abraham Jitschak Kook, die toen Ashkenazisch opperrabbijn in Palestina was. Hij stond aan het hoofd van een delegatie van rabbijnen die vanaf maart van dat jaar maandenlang in de VS was om fondsen in te zamelen voor Talmoedscholen (Yeshivot). Hij dankte de president voor de Amerikaanse steun voor de Balfour-verklaring en zei dat de terugkeer van het Joodse volk naar hun oude land Israël (Palestina) niet alleen goed zou zijn voor het Joodse volk, maar zelfs voor de hele mensheid. Coolidge antwoordde dat de Amerikaanse regering verheugd zou zijn de Joden bij te staan wanneer dat ook maar mogelijk was.
Slechts eenmaal reisde hij naar het buitenland: op 16 januari 1928 sprak hij op Cuba de zesde Pan-Amerikaanse Conferentie toe. Zijn presidentschap viel in de periode van de drooglegging en op recepties in Washington was alcohol taboe. De verslaggever van de Saterday Evening Post was benieuwd wat er zou gebeuren, toen op een ontvangst in Havanna een groot blad met Cubaanse rum de president naderde. "Cal himself, of course, was the cynosure of the drama. As the tray approached from his left, he wheeled artfully to the right, seeming to admire a portrait on the wall. The tray came closer. Mr. Coolidge wheeled right another 90 degrees, pointing out to president Machado the beauties of the tropical verdure. By the time he completed his 360-degree turn, the incriminating tray had passed safely beyond him. Apparently he had never seen it. His maneuver was a masterpiece of evasive action."
De groeitijd van de Verenigde Staten in de jaren 20 bracht veel sociale veranderingen teweeg, de jazz-era, niet alleen vanwege de doorbraak van de jazz-muziek als amusement voor het grote blanke publiek, maar ook door de opkomst van elektronische massamedia (radio en film en de bijbehorende reclame) en van een massa-consumptiecultuur, waarmee Amerika de rest van de wereld zou vervullen met een mengeling van afgunst, afwijzing en navolging. Coolidge voelde zich niet meer thuis in zijn eigen tijd. Hij stelde zich daarom niet opnieuw kandidaat. Hij deelde dit mee in de voor hem typerende beknopte stijl: "Ik verkies mij nìet te kandideren voor het presidentschap in 1928."
Hij werd voorzitter van de Nonpartisan Railroad Commission en erevoorzitter van de Stichting voor Blinden. Hij stierf in de "Beeches", te Northampton (Massachusetts) op 5 januari 1933. Hij werd begraven in het Notch Cemetery in zijn geboorteplaats, Plymouth in Vermont.

### Aanstellingen aan het Amerikaanse Hooggerechtshof
- Harlan Fiske Stone - 1925

### Kabinetsleden onder Coolidge
| Kabinetsleden          | Ministerie         | Periode     | Bijzonderheden |
| ---------------------- | ------------------ | ----------- | --- |
| Charles Hughes         | Buitenlandse Zaken | 1923 - 1925 | Idem onder Warren Harding |
| Hubert Works           | Binnenlandse Zaken | 1923 - 1928 | Idem onder Harding |
| John Weeks             | Oorlog             | 1923 - 1925 | Idem onder Harding |
| Herbert Hoover         | Economische Zaken  | 1923 - 1928 | 31e president van de VS; idem onder Harding                                                                                        |
| Andrew Mellor          | Financiën          | 1923 - 1929 | Idem onder Harding |
| Harry Dougherty        | Justitie           | 1923 - 1924 | Idem onder Harding |
| Henry Cantwell Wallace | Landbouw           | 1923 - 1924 | Idem onder Harding, overleden op 24 oktober 1924 Vader van Henry Wallace, vicepresident + minister onder Franklin Delano Roosevelt |
| Edwin Denby            | Marine             | 1923 - 1924 | Idem onder Harding |
| Harry New              | Posterijen         | 1923 - 1929 | Idem onder Harding |
| James John Davis       | Arbeid             | 1923 - 1929 | Idem onder Harding + Herbert Hoover                                                                                                |
| Harlan Fiske Stone     | Justitie           | 1924 - 1925 | |
| Joward Gore            | Landbouw           | 1924 - 1925 | |
| Curtis Wilbur          | Marine             | 1924 - 1929 | |
| Frank Billings Kellogg | Buitenlandse Zaken | 1925 - 1929 | |
| Dwight Davis           | Oorlog             | 1925 - 1929 | |
| John Sargent           | Justitie           | 1925 - 1929 | |
| William Jardine        | Landbouw           | 1925 - 1929 | |
| Roy West               | Binnenlandse Zaken | 1928 - 1929 | |
| William Whiting        | Economische Zaken  | 1928 - 1929 | |

## Externe bron
- Inaugurele rede

Washington ·
J. Adams ·
Jefferson ·
Madison ·
Monroe ·
J.Q. Adams ·
Jackson ·
Van Buren ·
W.H. Harrison ·
Tyler ·
Polk ·
Taylor ·
Fillmore ·
Pierce ·
Buchanan ·
Lincoln ·
A. Johnson ·
Grant ·
Hayes ·
Garfield ·
Arthur ·
Cleveland ·
B. Harrison ·
Cleveland ·
McKinley ·
T. Roosevelt ·
Taft ·
Wilson ·
Harding ·
Coolidge ·
Hoover ·
F.D. Roosevelt ·
Truman ·
Eisenhower ·
Kennedy ·
L.B. Johnson ·
Nixon ·
Ford ·
Carter ·
Reagan ·
G.H.W. Bush ·
Clinton ·
G.W. Bush ·
Obama ·
Trump · 
Biden ·
Trump
Adams ·
Jefferson ·
Burr ·
Clinton ·
Gerry ·
Tompkins ·
Calhoun ·
Van Buren ·
R.M. Johnson ·
Tyler ·
Dallas ·
Fillmore ·
King ·
Breckinridge ·
Hamlin ·
A. Johnson ·
Colfax ·
Wilson ·
Wheeler ·
Arthur ·
Hendricks ·
Morton ·
Stevenson ·
Hobart ·
Roosevelt ·
Fairbanks ·
Sherman ·
Marshall ·
Coolidge ·
Dawes ·
Curtis ·
Garner ·
Wallace ·
Truman ·
Barkley ·
Nixon ·
L.B. Johnson ·
Humphrey ·
Agnew ·
Ford ·
Rockefeller ·
Mondale ·
Bush ·
Quayle ·
Gore ·
Cheney ·
Biden ·
Pence ·
Harris ·
Vance
- Bibsys: 1097883
- Biblioteca Nacional de Chile: 000370503
- Biblioteca Nacional de España: XX893821
- Bibliothèque nationale de France: cb122853652 (data)
- CiNii: DA04299891
- Gemeinsame Normdatei: 118669974
- International Standard Name Identifier: 0000 0001 2363 9948
- Library of Congress Control Number: n50043492
- MusicBrainz: ad266f1b-1eed-4b5a-bdfc-ee09123ff75b
- National Archives and Records Administration: 10582055
- Nationale Bibliotheek van Tsjechië: ola2002159009
- Nationale bibliotheek van Australië: 35030903
- Nationale Bibliotheek van Israël: 987007260155905171
- Nationale Bibliotheek van Polen: a0000002708412
- Nederlandse Thesaurus van Auteursnamen: 070407592
- Réseau des bibliothèques de Suisse occidentale: 02-A003133405
- LIBRIS: 182870
- SNAC: w6f29nmw
- Système universitaire de documentation: 031685625
- Trove: 803744
- Biographical Directory of the United States Congress: C000738
- Virtual International Authority File: 54942252
- WorldCat: E39PBJvt9TkT8Y4MMm6fpTRR8C